# Střeň
Střeň település Csehországban, a Olomouci járásban. Střeň Štěpánov, Náklo, Příkazy, Pňovice, Litovel és Horka nad Moravou településekkel határos. Lakosainak száma 603 fő (2024. január 1.).

## Népesség
A település lakosságának változását az alábbi diagram mutatja:
| Lakosok száma | 337  | 416  | 466  | 592  | 579  | 573  | 608  | 604  | 582  | 603  |
|               | 1869 | 1900 | 1921 | 1961 | 1980 | 2011 | 2016 | 2019 | 2021 | 2024 |